# Epipyga cribrata
Epipyga cribrata is een halfvleugelig insect uit de familie Epipygidae. De wetenschappelijke naam van deze soort is voor het eerst geldig gepubliceerd in 1890 door Lethierry.